# Boy Meets Girl (album)
Pour les articles homonymes, voir Boy Meets Girl.
Albums de dream
Natsuiro
(2005) DRM
(2007)
Compilations par dream
7th Anniversary Best
(2007)
Lives par dream
Greatest Live Hits
(2007)
 Boy Meets Girl  (écrit : Boy meets Girl) est un mini-album (ou EP) du groupe dream.

## Présentation
L’album sort le 21 décembre 2005 au Japon sous le label avex trax, cinq mois seulement après le précédent mini-album du groupe, Natsuiro. Il atteint la 66e place du classement Oricon, et reste classé pendant trois semaines. Il sort aussi au format "CD+DVD" avec une pochette légèrement différente et un DVD en supplément contenant le clip vidéo d'un des titres ; la version "CD seul" contient cependant un titre supplémentaire en bonus. C'est le deuxième mini-album du groupe, enregistré par la formation à sept membres. 
L'album contient six chansons inédites (plus une septième en bonus sur la version "CD seul"), dont Transit -independence- qui est utilisée comme générique de fin de l'émission télévisée Kurii Mushichuu no Tarirari Raan, pour laquelle un clip vidéo a été tourné, et qui figurera également sur la compilation 7th Anniversary Best qui sortira un an plus tard. Une autre des chansons, Lost Soul -crack-, sera interprétée par le groupe sur son album live Greatest Live Hits.
Une vidéo quasi-homonyme, intitulée Boy meets Girl -a little more-, contenant une version longue du clip, sortira au format DVD deux mois après l'album, le 15 février 2006.
Le mini-album Boy Meets Girl restera le dernier disque original sorti par le groupe en tant que dream (en minuscules) ; en effet, après la compilation et le live qui sortiront un an plus tard, le groupe changera son nom en DRM en 2007, puis en Dream (majuscule) en 2008.

## Formation
- 1re génération : Kana Tachibana, Yū Hasebe
- 2e génération : Sayaka Yamamoto, Erie Abe, Aya Takamoto, Ami Nakashima, Shizuka Nishida

## Liste des titres
| CD (édition "CD seul") | CD (édition "CD seul")                                  | CD (édition "CD seul")                     | CD (édition "CD seul") | CD (édition "CD seul") | CD (édition "CD seul") | CD (édition "CD seul") | CD (édition "CD seul") | CD (édition "CD seul") | CD (édition "CD seul") |
| No                     | Titre                                                   | Paroles / Musique et/ou arrangements       | Durée                  |                        |                        |                        |                        |                        |                        |
| ---------------------- | ------------------------------------------------------- | ------------------------------------------ | ---------------------- | ---------------------- | ---------------------- | ---------------------- | ---------------------- | ---------------------- | ---------------------- |
| 1.                     | Come Go With Me -Sign-                                  | Bounceback / Yasuaki Maejima / Tatoo       | 4:41                   |                        |                        |                        |                        |                        |                        |
| 2.                     | Holy Love -Beginning-                                   | Bounceback / Y@suo Ohtani                  | 4:40                   |                        |                        |                        |                        |                        |                        |
| 3.                     | Colors -Suspicion-                                      | Bounceback / Yasuhiko Hoshino / ats-       | 5:22                   |                        |                        |                        |                        |                        |                        |
| 4.                     | Lost Soul -Crack-                                       | Goro Matsui / Hiroaki Arai et Y@suo Ohtani | 4:13                   |                        |                        |                        |                        |                        |                        |
| 5.                     | Sore wa Eien ja Nai -Collapse- (それは永遠じゃない ...) | Goro Matsui / Tohru Watanabe / ats-        | 5:20                   |                        |                        |                        |                        |                        |                        |
| 6.                     | Transit -Independence-                                  | Goro Matsui / Tatoo                        | 6:52                   |                        |                        |                        |                        |                        |                        |
| 7.                     | Kokoro Kara... -Growth- (心から… ...)                   | Goro Matsui / Kentaro Moridaira / Tatoo    | 4:46                   |                        |                        |                        |                        |                        |                        |
| 35:54                  |                                                         |                                            |                        |                        |                        |                        |                        |                        |                        |

| CD de l'édition "CD+DVD" | CD de l'édition "CD+DVD"                                | CD de l'édition "CD+DVD"                   | CD de l'édition "CD+DVD" | CD de l'édition "CD+DVD" | CD de l'édition "CD+DVD" | CD de l'édition "CD+DVD" | CD de l'édition "CD+DVD" | CD de l'édition "CD+DVD" | CD de l'édition "CD+DVD" |
| No                       | Titre                                                   | Paroles / Musique et/ou arrangements       | Durée                    |                          |                          |                          |                          |                          |                          |
| ------------------------ | ------------------------------------------------------- | ------------------------------------------ | ------------------------ | ------------------------ | ------------------------ | ------------------------ | ------------------------ | ------------------------ | ------------------------ |
| 1.                       | Come Go With Me -Sign-                                  | Bounceback / Yasuaki Maejima / Tatoo       | 4:41                     |                          |                          |                          |                          |                          |                          |
| 2.                       | Holy Love -Beginning-                                   | Bounceback / Y@suo Ohtani                  | 4:40                     |                          |                          |                          |                          |                          |                          |
| 3.                       | Colors -Suspicion-                                      | Bounceback / Yasuhiko Hoshino / ats-       | 5:22                     |                          |                          |                          |                          |                          |                          |
| 4.                       | Lost Soul -Crack-                                       | Goro Matsui / Hiroaki Arai et Y@suo Ohtani | 4:13                     |                          |                          |                          |                          |                          |                          |
| 5.                       | Sore wa Eien ja Nai -Collapse- (それは永遠じゃない ...) | Goro Matsui / Tohru Watanabe / ats-        | 5:20                     |                          |                          |                          |                          |                          |                          |
| 6.                       | Transit -Independence-                                  | Goro Matsui / Tatoo                        | 6:52                     |                          |                          |                          |                          |                          |                          |
| 31:08                    |                                                         |                                            |                          |                          |                          |                          |                          |                          |                          |

| 1. | Transit -Independence- | Clip vidéo |  |

| 1. | Transit -Independence- Music Clip : Long Version |  |
| 2. | Shooting Guide - by channel-a                    |  |
| 3. | Off Shot                                         |  |